# 卡爾波基
50°50′45″N 31°0′36″E / 50.84583°N 31.01000°E
卡爾波基（烏克蘭語：Карпоки），是烏克蘭北部的村莊，隸屬切爾尼希夫州的切爾尼希夫區。該村始建於1750年，面積0.88平方公里，海拔高度111米，2001年人口150，人口密度每平方公里170.8人。